# Color otoñal de las hojas

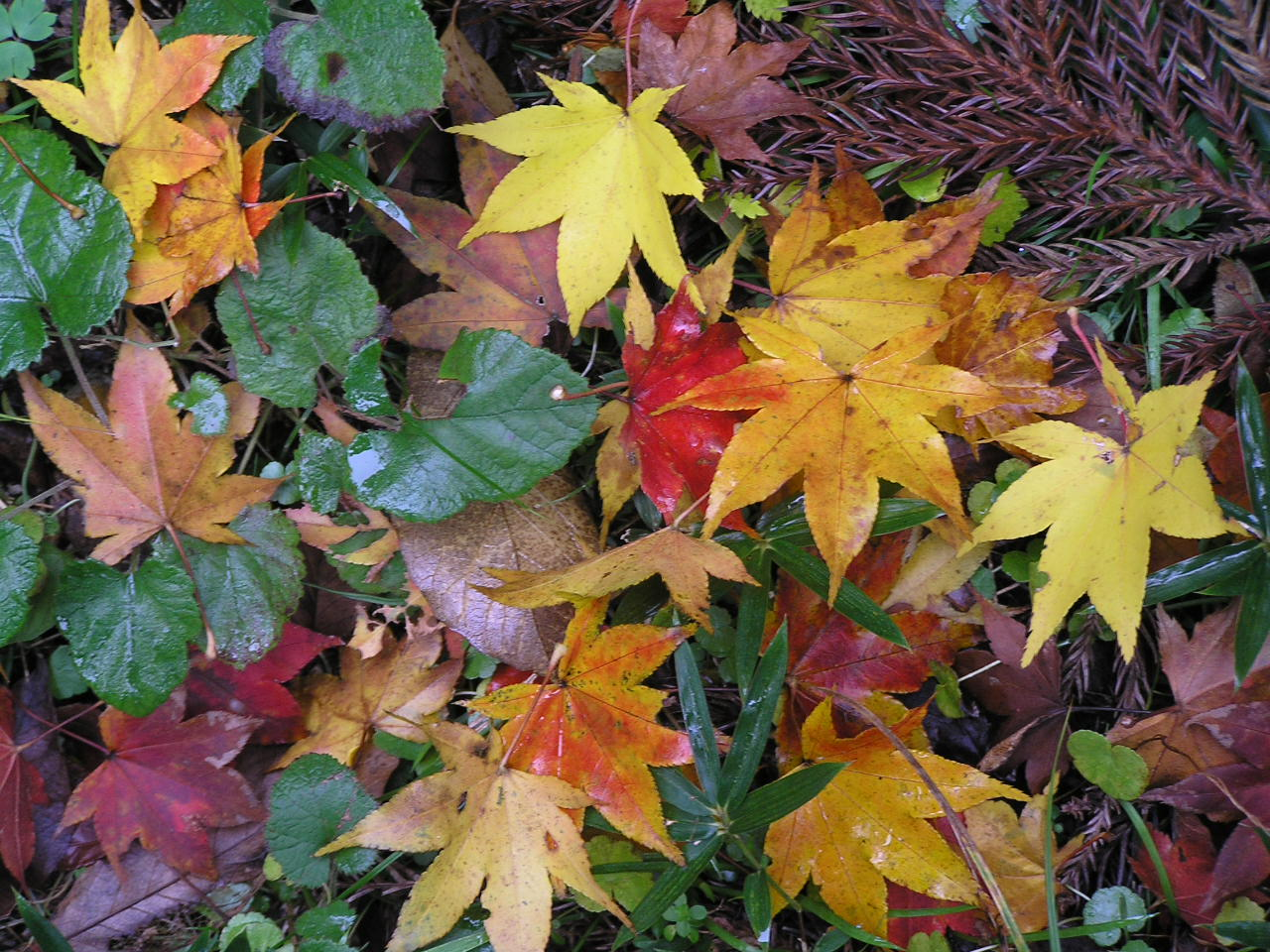
Hojas de otoño de arce japonés

El color otoñal de las hojas es un fenómeno que afecta a las hojas habitualmente verdes de muchos árboles y arbustos caducifolios por el que adoptan, durante unas semanas de la temporada otoñal, distintas tonalidades de amarillo, naranja, rojo, morado y marrón.El fenómeno se denomina comúnmente como colores otoñales (autumn colours)  o follaje otoñal (autumn foliage) en inglés británico y colores de otoño (fall colors), follaje otoñal (fall foliage), o simplemente follaje  en inglés americano.
En ciertas zonas de Canadá y Estados Unidos, el turismo de la "observación de las hojas" supone una  contribución importante a la actividad económica. Esta actividad turística se produce entre el inicio de los cambios del color de las hojas y el principio de la caída de las hojas de los árboles caduca, normalmente alrededor de septiembre y octubre en el hemisferio norte y de abril a mayo en el hemisferio sur.

## Clorofila y los colores verde/amarillo/naranja
Una hoja verde es verde por la existencia de un pigmento que se llama clorofila, que se sitúa dentro de lo que es conocido como cloroplasto, un orgánulo. Cuando abunda en las células de la hoja, como durante la fase de crecimiento, el color verde de la clorofila domina y eso hace que se oculten los colores de cualquier otro pigmento que pueda estar presente también en la hoja. Así, las hojas del verano son típicamente verdes.
La clorofila tiene una función vital: captura los rayos solares y utiliza la energía obtenida para fabricar el alimento de la planta: azúcares simples producidos a partir de agua y dióxido de carbono. Estos azúcares son la base de la alimentación de la planta, la única fuente de los hidratos de carbono necesarios para su crecimiento y desarrollo. En su proceso de fabricación de alimentos, las clorofilas se descomponen, por lo que se "gastan" constantemente. Sin embargo, durante la fase de crecimiento, la planta renueva la clorofila para que el suministro siga siendo alto y las hojas se conserven verdes.
A finales del verano, con el acortamiento de las horas de luz y el enfriamiento de las temperaturas, las venas que conducen los fluidos dentro y fuera de la hoja se cierran poco a poco a la vez que se forma una capa de células especiales de corcho (felógeno) en la base de cada hoja. A medida que esta capa de corcho se desarrolla, la entrada de agua y minerales en la hoja se reduce, al principio lentamente y después con mucha más rapidez. Durante este tiempo, la cantidad de clorofila de la hoja empieza a reducirse. Muchas veces, las venas siguen siendo verdes después de que los tejidos entre ellas hayan cambiado casi por completo de color.
La clorofila se sitúa en la membrana tilacoide del orgánulo cloroplasto y está formada por una apoproteína junto con varios ligandos, de los cuales los más importantes son las clorofilas tipo a y tipo b. En otoño, este complejo se descompone. Se piensa que primero ocurre la degradación de la clorofila. La investigación sugiere que el inicio de la degradación de la clorofila es catalizado por la clorofila b reductasa, que reduce la clorofila tipo b a 7-hidroximetil clorofila a, que luego se reduce a clorofila a. Se piensa que esto desestabiliza el complejo, momento en el que se produce la descomposición de la apoproteína. Una enzima fundamental en la dicha degradación de la apoproteína es la FtsH6, que forma parte de la familia de proteasas FtsH.
Las clorofilas se degradan en un compuesto detetrapirroles incoloros conocidos también como catabolitos de clorofila no fluorescentes. A la vez que las clorofilas se degradan, se revelan los pigmentos ocultos de xantofilas (amarillo) y betacaroteno (naranja).

## Pigmentos que contribuyen a otros colores.

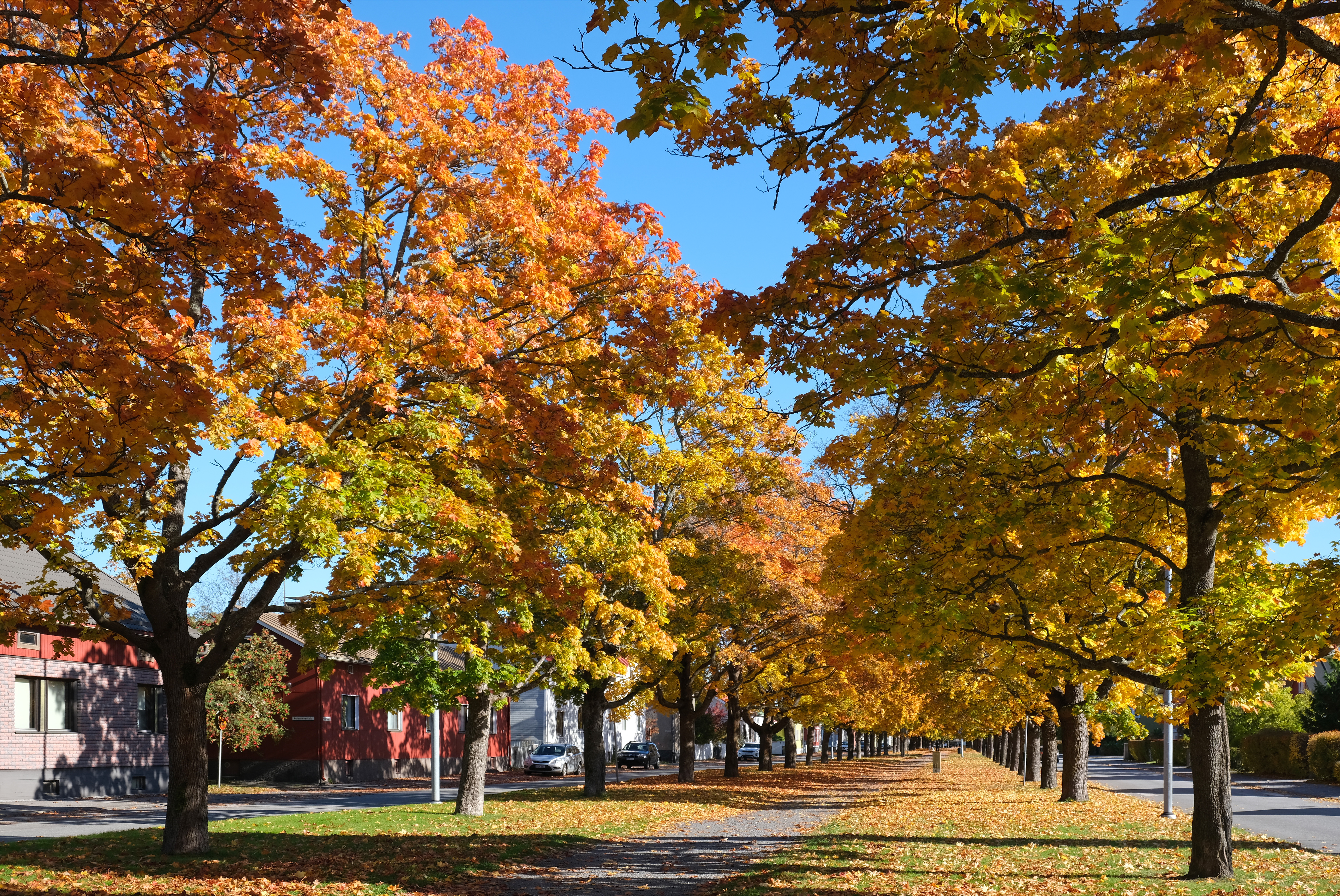
Coloración otoñal en el parque Kalevanpuisto en Pori, Finlandia.

### Carotenoides
Los carotenoides se encuentran presentes en las hojas durante todo el año, pero su color amarillo anaranjado suele estar oculto por la clorofila verde. A medida que se aproxima el otoño, determinadas influencias tanto internas como externas a la planta hacen que las clorofilas se repongan a un ritmo más lento del que se consumen. Durante este periodo, en el que el suministro total de clorofilas disminuye progresivamente, el efecto " ocultador " se desvanece poco a poco. Entonces empiezan a aparecer otros pigmentos presentes (junto con las clorofilas) en las células de la hoja. Estos son carotenoides y proporcionan coloraciones de amarillo, marrón, naranja y muchos tonos intermedios.
Los carotenoides se sitúan, junto con los pigmentos clorofílicos, en unas pequeñas estructuras conocidas como plástidos, dentro de las células de las hojas. A veces, se encuentran en tal abundancia en la hoja que tiñen la planta un color amarillo verdoso, incluso durante el verano. Sin embargo, por lo general, aparecen por primera vez en otoño, cuando las hojas empiezan a perder su clorofila.
Los carotenoides son muy comunes en numerosos seres vivos y dan un color muy característico a verduras como las zanahorias, al maíz, a los pájaros canarios y a los narcisos, así como a las yemas de huevo, los colinabos, los ranúnculos y los plátanos.
Sus colores amarillos y naranjas brillantes tiñen las hojas de especies de frondosas plantas como el nogal americano, el fresno, el arce, el álamo amarillo, el abedul, el cerezo negro, el sicomoro, el álamo temblón, el sasafrás y el aliso. Los carotenoides son el pigmento dominante en la coloración de entre el 15 y el 30% de las especies arbóreas.

### Antocianinas
Los colores rojos, los morados y sus combinaciones mezcladas que decoran el follaje del otoño provienen de otro grupo de pigmentos de las células que se llaman antocianinas. Al contrario que los carotenoides, estos pigmentos no están presentes en la hoja durante toda la fase de crecimiento, sino que se generan de forma activa hacia al final del verano. Se desarrollan alrededor del final del verano en la savia de las células de la hoja, y este desarrollo es el fruto de complejas interacciones de numerosas influencias que están tanto dentro como fuera de la planta. Su formación es dependiente de la descomposición de  azúcares en la presencia de luz brillante a la vez que se reduce el nivel de fosfato en la hoja.

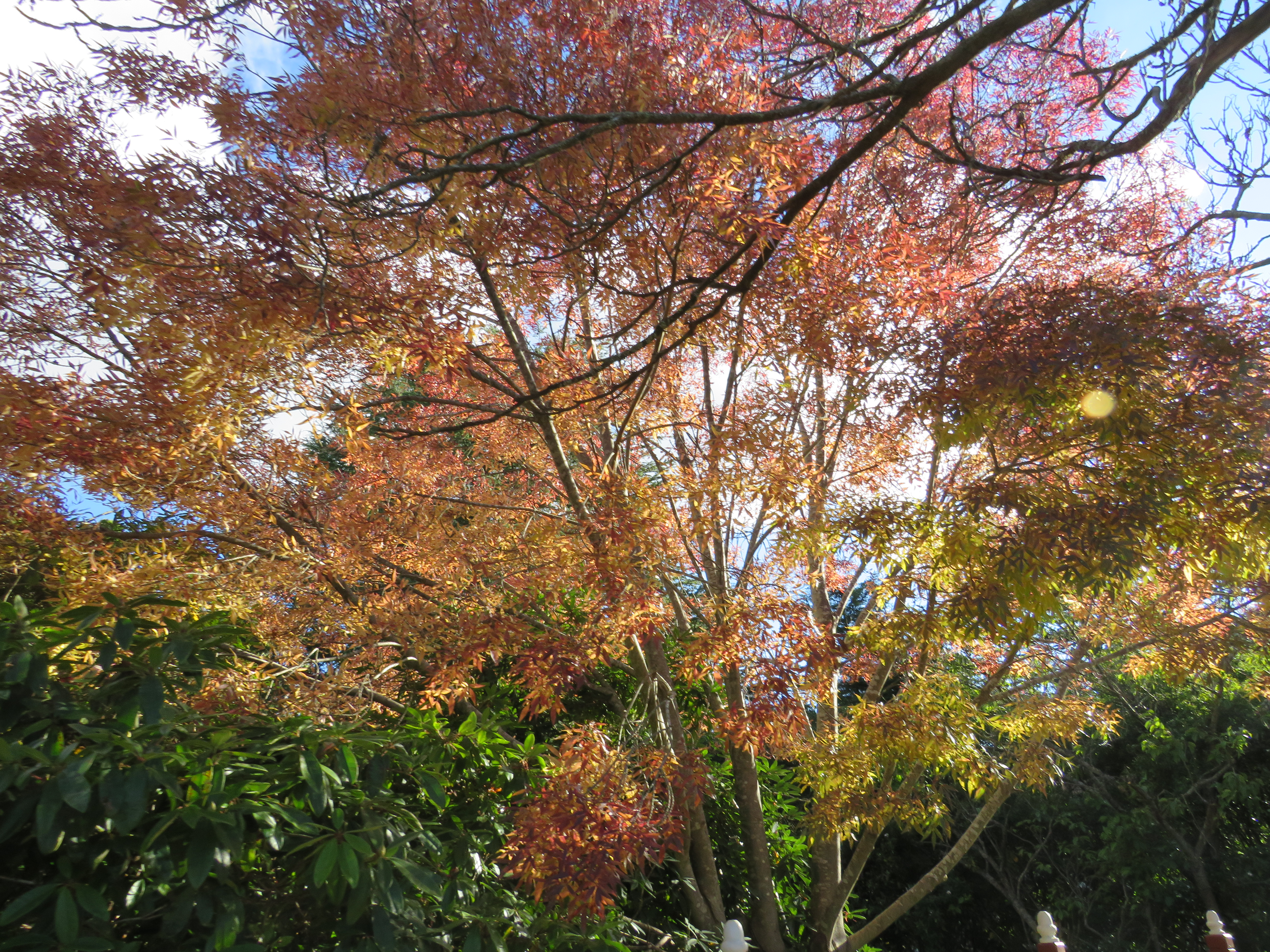
Follaje otoñal en las Montañas Azules, Australia, en abril de 2022

Durante el periodo de crecimiento del verano, el fosfato se halla en un nivel elevado. Tiene un papel vital en la descomposición de los azúcares fabricados por la clorofila, pero en otoño, el fosfato, al igual que el resto de sustancias químicas y nutrientes, sale de la hoja hacia el tallo de la planta. Cuando esto sucede, el proceso de descomposición de los azúcares cambia, dando lugar a la producción de pigmentos antociánicos. Cuanto más brillante sea la luz en este periodo, mayor será la producción de antocianinas y más brillante el color producido. Cuando los días de otoño son soleados y frescos, y las noches son frescas pero no heladas, suelen desarrollarse las coloraciones más brillantes.
Las antocianinas tiñen de forma temporal los bordes de ciertas hojas muy jóvenes cuando salen de los brotes a comienzos de la primavera. Asimismo, dan ese color tan característico de frutas tan comunes como los arándanos, las manzanas rojas, los arándanos azules, las cerezas, las fresas y las ciruelas.
Las antocianinas se encuentran en alrededor del 10% de las especies de árboles de las regiones más templadas, aunque en algunas zonas, la más famosa es el norte de Nueva Inglaterra, hasta el 70% de las especies de árboles pueden producir este pigmento. En los bosques otoñales, se muestran vivos en los arces, robles, oxidendros, liquidambar, cornejos, tupelos, cerezos y caquis. Estos mismos pigmentos se suelen combinar con los colores de los carotenoides para dar lugar a un naranja más intenso, rojos ardientes y bronces típicos de muchas especies de árboles frondosos.

## Función de los colores del otoño
Antiguamente se creía que las plantas caducas se deshojaban en otoño, ante todo porque los altos costes que suponía su mantenimiento compensaban los beneficios de la fotosíntesis durante el invierno, cuando la luz era insuficiente y las temperaturas eran frías. En muchos casos, esto resultó ser demasiado simplista. Otros factores involucrados incluyen la depredación de insectos, pérdida de agua y daños causados por fuertes vientos o nevadas.
Las antocianinas, responsables del color rojo púrpura, se generan de forma activa en otoño, pero no están involucradas en la caída de las hojas. Se han formulado varias hipótesis sobre el papel de la producción de pigmentos en la caída de las hojas, que suelen dividirse en dos categorías: la interacción con los animales y la protección frente a factores no biológicos.

### Fotoprotección
Según dice la teoría de la fotoprotección, las antocianinas protegen la hoja de los efectos nocivos de la luz a temperaturas bajas. Como las hojas están a punto de caer, la protección no es de gran importancia para el árbol. No obstante, la fotooxidación y la fotoinhibición, en especial a bajas temperaturas, hacen que el proceso de reabsorción de nutrientes sea menos eficaz. Al proteger la hoja con antocianinas, de acuerdo con la teoría de la fotoprotección, el árbol logra reabsorber los nutrientes (en particular el nitrógeno) de forma más eficaz.

### Coevolución

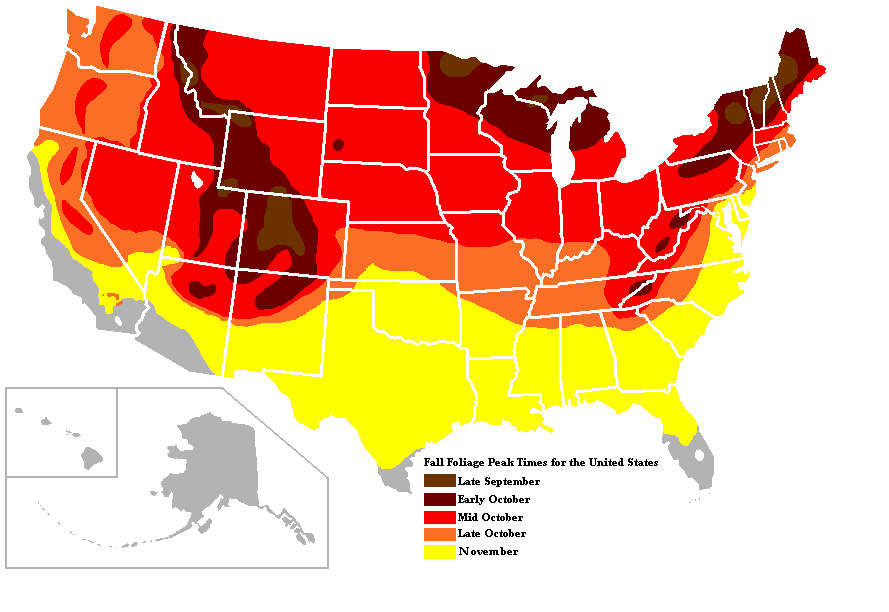
Horas pico del follaje de otoño en los Estados Unidos

Según la teoría de la coevolución, los colores son indicadores de advertencia para insectos, que utilizan los árboles como huéspedes en invierno. Si los colores están asociados a la cantidad de defensas químicas contra los insectos, éstos evitarán las hojas rojas y aumentarán su capacidad; al mismo tiempo, los árboles que tienen hojas rojas tienen una ventaja porque reducen su carga de parásitos. Esto se ha podido comprobar en el caso de los manzanos, en los que ciertas variedades domesticadas, al contrario que las silvestres, carecen de hojas rojas en otoño.   Por otra parte, se observa una relación de compensación entre el tamaño del fruto, el color de la hoja y la resistencia a los áfidos, porque las variedades con hojas rojas tienen frutos más pequeños, lo que indica que la producción de hojas rojas tiene un coste ligado a una mayor necesidad de reducir la infestación de áfidos.
De acuerdo con el hecho de que los árboles de hojas rojas reducen la supervivencia de insectos como los pulgones, las especies arbóreas con hojas brillantes tienden a seleccionar plagas de pulgones más especializadas que los árboles sin hojas brillantes (los colores otoñales sólo son útiles en aquellas especies que coevolucionan con plagas de insectos en otoño). En un estudio se descubrió que la simulación de herbivoría por insectos (daños por el consumo de hojas) en los arces presentaba una coloración roja más precoz que los árboles no dañados.
La teoría de la coevolución de los colores del otoño fue propuesta por el británico WD Hamilton en 2001 como ejemplo de teoría de la señalización evolutiva.En cuanto a las señales biológicas, como las hojas rojas, se sostiene que, al ser caras de producir, suelen ser honestas, de modo que indican la auténtica calidad del señalador biológico, ya que los individuos de baja calidad son incapaces de falsificarlas y hacer trampas. Los colores otoñales serían una señal si fueran caros de producir o imposibles de falsificar (por ejemplo, si los pigmentos otoñales fueran elaborados por la misma vía bioquímica que produce las defensas químicas contra los insectos).[cita requerida]
También se ha sugerido que el cambio del color de las hojas antes del otoño es una adaptación que puede contribuir a debilitar el camuflaje de los herbívoros.
Son muchas las plantas con bayas que atraen a los pájaros por el color particularmente visible de las bayas y/o las hojas, sobre todo las de un color rojo vivo. Los pájaros se alimentan, mientras que el arbusto, enredadera o árbol pequeño se lleva las semillas no digeridas y las deposita con el estiércol de los pájaros. La hiedra venenosa es especialmente conocida por su follaje rojo brillante, que atrae a las aves hacia sus semillas blanquecinas (comestibles para las aves, pero no para la mayoría de los mamíferos).

### Alelopatía
El color rojo brillante del otoño de ciertas especies de arce se crea con procesos diferentes a los de la descomposición de la clorofila. Cuando el árbol hace esfuerzo por hacer frente a las demandas energéticas de una estación cambiante y desafiante, los arces hacen un gasto metabólico adicional para crear antocianinas. Se ha descubierto que estas antocianinas, que generan los tonos rojos, ayudan en la competencia entre especies al impedir el crecimiento de los árboles jóvenes cercanos (alelopatía).

## Turismo

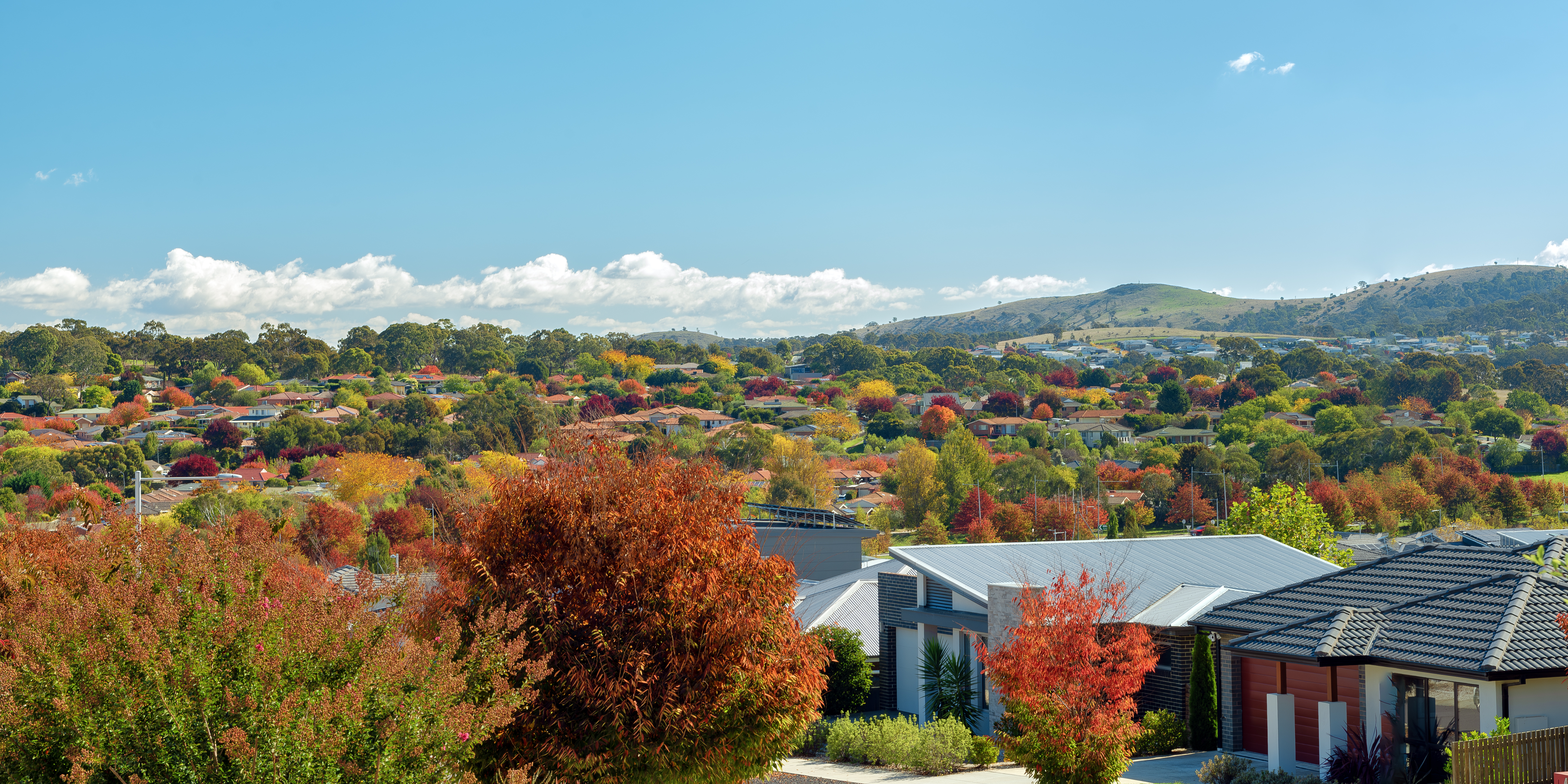
Otoño en Canberra, Australia

Aunque la coloración otoñal se da en todos los lugares donde hay árboles de hoja caduca, el follaje otoñal más colorido y brillante se encuentra en el hemisferio norte, incluida la mayor parte del sur de Canadá continental, algunas zonas del norte de Estados Unidos, Europa del norte y occidental, al norte de los Alpes, la región del Cáucaso en Rusia, cerca del Mar Negro, y en Asia oriental (incluida gran parte del norte y este de China, así como Corea y Japón).

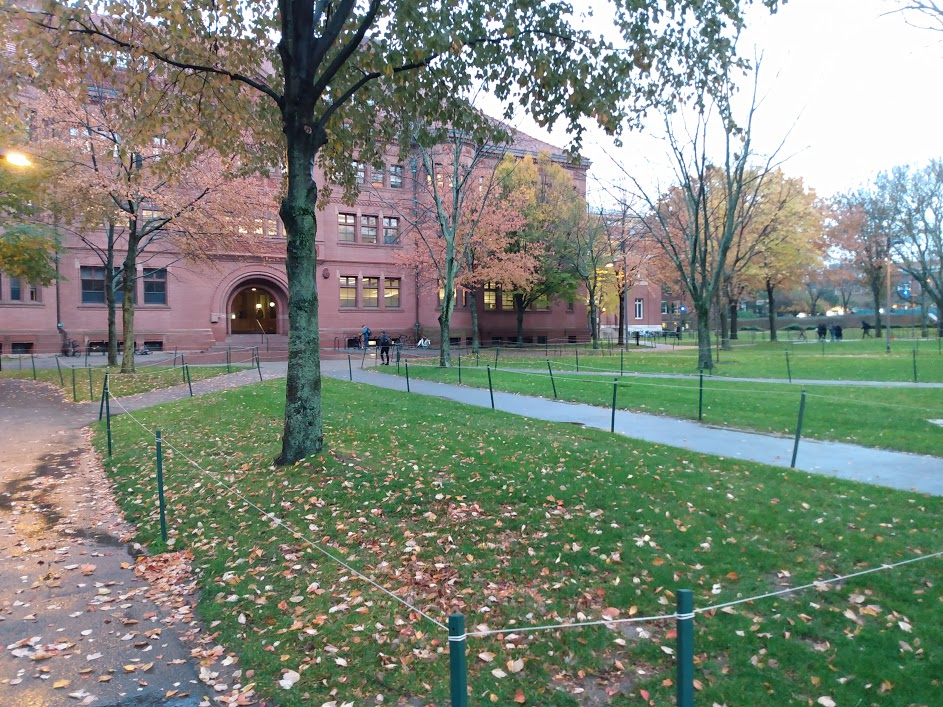
Harvard Yard mostrando el color de las hojas en otoño

En el hemisferio sur, el colorido follaje otoñal puede verse en el sur y centro de Argentina y Chile, en las regiones sur y sureste de Brasil, en el este y sureste de Australia (incluidas Australia Meridional y Tasmania) y en la mayor parte de Nueva Zelanda, especialmente en la isla Sur.

## Influencias climáticas
Con respecto a Europa occidental (excluyendo el sur de Europa), América del Norte proporciona muchas más especies arbóreas (más de 800 especies y unos 70 robles, frente a 51 y tres, respectivamente, en Europa occidental), lo que añade muchos más colores diferentes al espectáculo. La principal razón es el diferente impacto de las glaciaciones: mientras que en Norteamérica las especies estaban protegidas en las regiones más meridionales a lo largo de las montañas que se extienden de norte a sur, no sucedía lo mismo en gran parte de Europa.
El cambio climático y el incremento de los niveles de dióxido de carbono en la atmósfera pueden retrasar en el futuro el habitual fenómeno otoñal del cambio de colores y la caída de las hojas en los bosques de frondosas del norte, y aumentar la producción forestal. Más concretamente, el incremento de las temperaturas en otoño en el noreste de Estados Unidos está retrasando el cambio de color de las hojas. Los experimentos con álamos demostraron que éstos permanecían más verdes durante más tiempo con mayores niveles de CO2 (dióxido de carbono), independientemente de las variaciones de temperatura.   No obstante, los experimentos hechos durante dos años fueron muy breves para indicar cómo pueden verse afectados los bosques maduros a lo largo del tiempo. Otros estudios realizados con especímenes de herbario de 150 años de antigüedad hallaron un retraso de más de un mes en el comienzo del otoño desde el siglo XIX, y descubrieron que el estrés causado por insectos, virus y sequías también puede afectar al momento de la coloración otoñal en los arces. Asimismo, otros factores, como el incremento de los niveles de ozono cerca del suelo (contaminación por ozono troposférico), pueden anular los efectos benéficos del dióxido de carbono elevado.
|                                                                                        |
| Típico follaje otoñal del arce rojo, en las Montañas de Adirondack de Upstate New York |

|                     |
| Camino rural otoñal |

|                                                                                             |
| Hojas otoñales coloridas y el Monte Fuji con nieve visto desde el Lago de Kawaguchi, Japón. |

|                         |
| Otoño en Nueva Zelanda. |

|                                       |
| Coloración otoñal en Karasawa, Japón. |

|                                                           |
| Colores otoñales naranjas en Heinola, Finlandia, en 2018. |

|                                                                           |
| Este pueblo al sur de Australia atrae a muchos turistas durante el otoño. |

|                                                                 |
| Una variedad de colores alrededor de un templo en Kyoto, Japón. |

|                 |
| Ontario, Canada |

## Otras lecturas
- Guy, Robert D.; Krakowski, Jodie (2003). «Autumn Colours – Nature's Canvas is a Silk Parasol». Davidsonia 14 (4): 111-20. Archivado desde el original el 19 de octubre de 2013. Consultado el 18 de mayo de 2007.